# アウトストラーダ A3
アウトストラーダ A3は、ナポリとサレルノを接続するイタリアのアウトストラーダである。この道路は、欧州自動車道路E45号線の一部であり、北はアウトストラーダ A1に、南はアウトストラーダ A2に接続している。

## 概要
2017年までは、A3は2つの区間に分割されていた。ひとつは、アウトストラーデ・メリディオナーリが管理する、ナポリからサレルノまでの区間であり、もうひとつは、ANASが管理するサレルノからレッジョ・カラブリアまでの区間である。この後者の区間は、2017年6月13日の省令によりアウトストラーダ A2に改名された。
ナポリとスカファーティの区間は、2015年から、片側3車線及び緊急車線の構成の上下線分離道路である。
有料区間は、ナポリ南本線料金所とサレルノの終点までの区間である。料金は均一であり、ナポリ南本線料金所とノチェーラの間のすべての入口料金所で徴収される。ナポリ南本線料金所では、ここから南に進む車の料金を徴収する。
サレルノから来る車については、料金はカーヴァ・デ・ティッレーニ出入口もしくはノチェーラ本線料金所で徴収される。カーヴァ・デ・ティッレーニ出入口から入り、サレルノ方面に進む車は、この入口で料金を支払うが、ナポリ方面に進む車はノチェーラ本線所で料金を支払う。

## 歴史
1929年6月22日にナポリ-ポンペイ区間が最初に完成した。ポンペイ-サレルノ区間は1961年7月16日に完成した。
2004年に、カステッランマーレ・ディ・スタービアまでの近代化工事の予算がつけられ、2015年に、排水性アスファルト舗装と最終的な標識を含む3車線化が完成した。
2020年12月29日に、新たにアングリに"Diramazione SS268"と呼ばれる出入口が開設された。この出入口により、A3と国道268号周辺のヴェスヴィオ山麓の町村とを接続した。同時に、Via dei Gotiに面した古い入口は閉鎖された。

## 経路

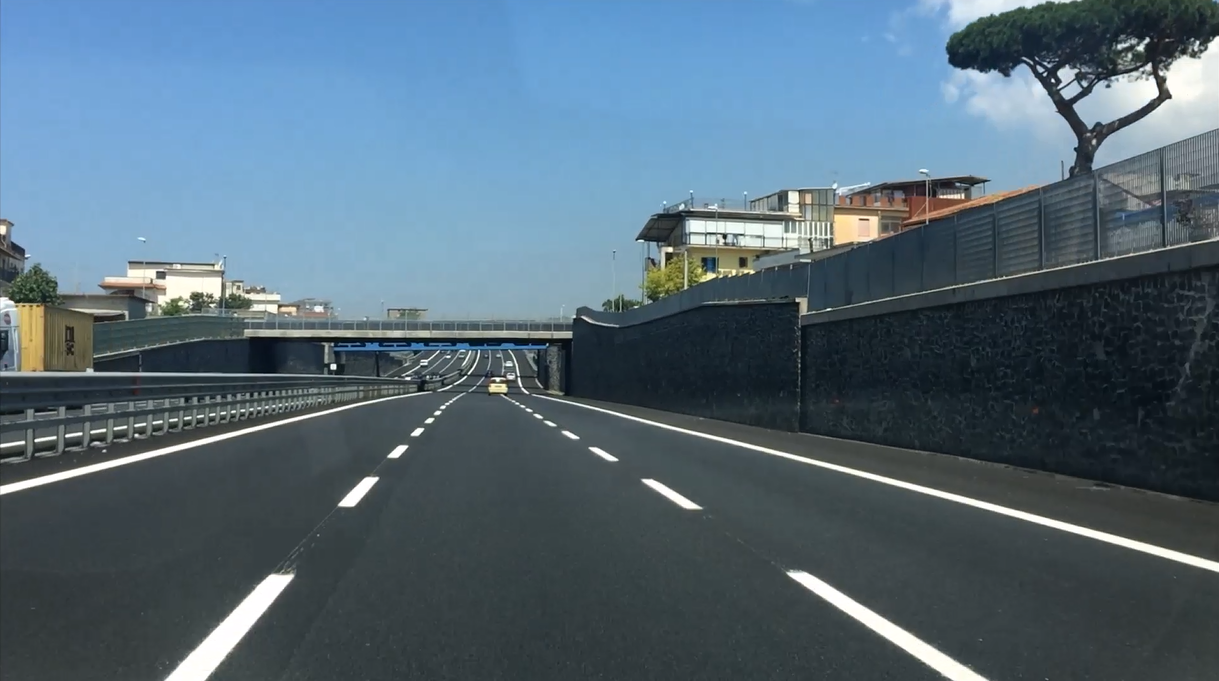
トッレ・アンヌンツィアータを通るA3

A3は、ナポリとサレルノ県を通る延長52kmの道路である。アウトストラーデ・メリディオナーリが管理している。
このアウトストラーダはナポリ中心部の３つの分岐から始まる。ひとつはヴィア・レッジャ・ディ・ポルティーチからの出入口(最も古いもの)、もうひとつは、ナポリ港に直結するもの
、そして新たに作られて距離原点とされているヴィア・フェラーリスからの出入口である。この最初の分岐部は、バッラとサン・ジョヴァンニの工業地域に進む。ここにはサン・ジョヴァンニ出入口がある。アウトストラーダ A1と合流した少し後で、ナポリ/バッラ南本線料金所に進む。ここでは、出口に関係なく均一の通行料金を徴収される。
さらに進むと、ポンティチェッリ-サン・ジョルジョ・ア・クレマーノとサン・ジョルジョ・ア・クレマーノ中央の出入口がある。更にポルティチ、エルコラーノ、トッレ・デル・グレーコ、トッレ・アンヌンツィアータを通って南に進む。この地域には、他にボスコレアーレなど3つの出入口がある。
そして、ポンペイに到着すると、ポンペイ西出入口、その後、国道145号に接続するカステッランマーレ・ディ・スタービア出入口がある。それからこのアウトストラーダは東に向きを変え、ノチェーラ・インフェリオーレ、サレルノに向かう。ポンペイ東-スカファーティ出入口を過ぎると、道路は3車線から2車線に変わる。そして、国道268号に接続する2020年末に新しくできた出入口をすぎた少し後で、アングリの２つの出入口がある。アングリ南出入口は2014年に開設された。それからノチェーラ・インフェリオーレにはもうひとつの本線料金所があり、そのあとでカーヴァ・デ・ティッレーニ出入口がある。ヴィエトリ・スル・マーレ出入口のあたりの開けた区間のあとでトンネルをぬける。
そして最後にサレルノ出入口とともに、アウトストラーダ A2のナポリ分岐路に接続する。

## 高架橋
目をひく高架橋のひとつがポンペイとサレルノの区間にある。それはカステッランマーレ高架橋である。これはナポリ-ポンペイの最初の経路ができた時に造られたものである。長さ約200mの低い高架橋である。現在は、サレルノ、レッジョ・カラブリア方面用には新たな高架橋が隣に造られており、以前は片側2車線の4車線道路として使われていた古いものはナポリ方面用として使われている。
カーヴァ・デ・ティッレーニ出入口を過ぎたあとで、カンパーニャの山間部に入る。
最初はラッターリ山脈で次にカンパーニャ・アペニン山脈である。この区間の多くの高架橋は不静定構造の放物線状コンクリートアーチ橋(開腹式上路アーチ橋)である。しかしヴィエトリ高架橋などいくつかは、多くの細い橋脚で支えられた構造で造られている。
| NAPOLI - SALERNO | |      |      |      |                |
| 種別             | 方面 | ↓km↓ | ↑km↑ | 地域 | 欧州自動車道路 |
|                  | Napoli - Via G. Ferraris Stazione di Napoli Centrale                                                    | 0.0  | 51.7 | NA   |                |
|                  | Napoli - Via Nuova Marina Porto di Napoli                                                               | 2.0  | 49.7 | NA   |                |
|                  | Napoli San Giovanni Via Gianturco Napoli Barra                                                          | —    | 48.9 | NA   |                |
|                  | Caserta - Roma Avellino Bari Tangenziale di Napoli                                                      | 3.1  | 47.7 | NA   |                |
|                  | San Giorgio a Cremano nord Napoli Barra - Via delle Repubbliche Marinare                                | 4.5  | —    | NA   |                |
|                  | ナポリ南本線料金所                                                                                      | 4.8  | 46.9 | NA   |                |
|                  | San Giorgio a Cremano nord Napoli Barra - Via delle Repubbliche Marinare                                | —    | 46.2 | NA   |                |
|                  | Napoli Ponticelli - San Giorgio a Cremano                                                               | 5.2  | 46.2 | NA   |                |
|                  | San Giorgio a Cremano                                                                                   | 6.1  | —    | NA   |                |
|                  | Portici                                                                                                 | 8.1  | —    | NA   |                |
|                  | Portici - Ercolano                                                                                      | 8.5  | 42.7 | NA   |                |
|                  | Ercolano Scavi - Via Cupa Monti Scavi archeologici di Ercolano                                          | 9.6  | 41.7 | NA   |                |
|                  | Torre del Greco Parco nazionale del Vesuvio                                                             | 12.2 | 8.8  | NA   |                |
|                  | Torre Annunziata nord                                                                                   | 17.1 | 34.2 | NA   |                |
|                  | Torre Annunziata sud Scavi archeologici di Oplonti                                                      | 19.5 | 31.8 | NA   |                |
|                  | "Torre Annunziata"サービスエリア ナポリ方面は廃止                                                       | 21.1 | —    | NA   |                |
|                  | Boscoreale                                                                                              | —    | 30.2 | NA   |                |
|                  | Pompei ovest Scavi archeologici di Pompei                                                               | 21.8 | 29.5 | NA   |                |
|                  | Castellammare di Stabia Strada statale 145 Sorrentina Penisola Sorrentina Sorrento Agerola Vico Equense | 22.4 | 29.1 | NA   |                |
|                  | Pompei est - Scafati Santuario della Beata Vergine del Rosario                                          | 25.0 | 26.1 | NA   |                |
|                  | Diramazione Strada statale 268 del Vesuvio Angri - Sant'Antonio Abate - Scafati                         | 28.2 | 23.3 | SA   |                |
|                  | Angri                                                                                                   | 29.7 | 21.8 | SA   |                |
|                  | Angri sud Costiera Amalfitana - Ravello                                                                 | 31.2 | —    | SA   |                |
|                  | Nocera Inferiore Strada statale 18 Tirrena Inferiore Nuceria Alfaterna 北から北へのUターン路            | 36.5 | 15.0 | SA   |                |
|                  | Nocera本線料金所                                                                                        | 36.8 | 14.9 | SA   |                |
|                  | "Alfaterna"サービスエリア                                                                               | 39.9 | 11.5 | SA   |                |
|                  | Cava de' Tirreni サレルノ方面の出入口のみ料金徴収                                                       | 42.6 | 8.7  | SA   |                |
|                  | Vietri sul Mare Amalfi                                                                                  | 48.2 | —    | SA   |                |
|                  | dir. Napoli Reggio Calabria Salerno Porto di Salerno Costiera Amalfitana                                | 51.7 | 0.0  | SA   |                |